# Fusée (niveau)
Pour les articles homonymes, voir Fusée.
La Fusée est une épreuve chronométrée de ski alpin de l'École du ski français (ESF). Elle a été créée dans les années 1960. Elle fait partie des épreuves sanctionnant les classes compétition c'est-à-dire le niveau supérieur aux étoiles. Il s'agit d'un Super-G. 
Le temps réalisé par chaque skieur est comparé à celui de l'ouvreur, un moniteur de ski spécialiste du Super G. L'écart entre ces temps permet d'attribuer un niveau au skieur parmi les 4 suivants : Fusée de Bronze, d'Argent, de Vermeil et d'Or.

## Tracé
Ce Super-G comporte un nombre de portes compris entre 8 et 12 % de la dénivelée. Le temps de l'ouvreur est de l'ordre de 50 secondes.
Les portes sont matérialisées par un groupe de 2 piquets reliés par une banderole rectangulaire. Certaines portes peuvent s'appuyer sur un second groupe de 2 piquets, il faut alors passer entre les deux groupes de 2 piquets. Depuis 1981, les piquets comprennent une rotule articulée, qui leur permet de se coucher facilement jusqu'au sol lorsqu'ils sont poussés par le skieur.
En raison de la sécurité des skieurs à garantir, ces épreuves sont assez rarement organisées. En 2018-2019, elles ne sont proposées que par la vingtaine de stations qui suit, principalement pendant les congés scolaires :
- Avoriaz
- Chamrousse
- Courchevel
- Flumet - Saint-Nicolas-la-Chapelle
- La Foux d'Allos
- Les Gets
- Le Grand Bornand
- Les Houches
- Les Menuires
- Méribel
- Morzine
- Notre-Dame de Bellecombe
- La Plagne
- Peyragudes
- Saint François Longchamp
- Risoul
- Les Saisies
- Val d'Isère
- Val Thorens
- Vars

Pour la saison 2023-2024, les stations proposant des épreuves de fusée sont:
- Avoriaz
- Les Gets
- Le Grand Bornand
- Les Houches
- Les Menuires
- Risoul
- Serre Chevalier
- Val Thorens
- Vars

## Calcul des performances

### de ~1960 à ~1990
Au départ la Fusée était une épreuve de descente.
Les niveaux Fusée de Bronze, d'Argent et d'Or ont été créés dès le début. Le niveau Vermeil n'est apparu que vers 1970.
Pour évaluer les performances on procédait de la façon suivante :
L'ouvreur, un moniteur ESF habilité, réalisait un temps de référence. Ce temps était appelé le temps de base. Si plusieurs ouvreurs étaient présents, on retenait le meilleur de leurs temps.
Pour chaque compétiteur, on calculait la différence entre son temps réalisé et le temps de base, exprimé en pourcentage du temps de base.
On appliquait le barème ci-après pour déterminer le niveau obtenu, en fonction de ce pourcentage :
- la Fusée d'Or : jusqu'à 5 % du temps de base
- la Fusée de Vermeil : jusqu'à 10 % du temps de base.
- la Fusée d'Argent : jusqu'à 15 % du temps de base
- la Fusée de Bronze : jusqu'à 30 % du temps de base

Les différences de niveau entre les ouvreurs d'une station de ski à l'autre, n'étaient pas prises en compte.

### de ~1990 à aujourd'hui
Il a donc été décidé à partir des années 1990, de modifier le mode de calcul pour tenir compte des niveaux des ouvreurs.
Chaque moniteur susceptible d'être ouvreur, possède depuis cette époque, un classement en points (déterminé lors du challenge national des moniteurs), appelé handicap, qui indique (en pourcentage) son niveau par rapport au niveau international. Ce handicap est généralement compris entre 5 et 10.
Le temps de base n'est plus le temps de l'ouvreur. Pour obtenir le temps de base, on soustrait du temps de l'ouvreur un pourcentage égal au handicap de ce dernier.
Pour chaque compétiteur, on calcule la différence entre son temps réalisé et ce temps de base, exprimé en pourcentage du temps de base.
On applique le barème ci-après pour déterminer le test obtenu, en fonction de ce pourcentage,:
- la Fusée d'Or : jusqu'à 15 % du temps de base
- la Fusée de Vermeil : jusqu'à 28 % du temps de base.
- la Fusée d'Argent : jusqu'à 40 % du temps de base
- la Fusée de Bronze : jusqu'à 50 % du temps de base

Prenons un exemple : 
Si le temps de l'ouvreur est de 55 secondes, alors que ce dernier possède un handicap de 10. Le temps de base calculé est de 50 secondes et les niveaux sont attribués de la façon suivante :
- la Fusée d'Or : jusqu'à 57,5 s
- la Fusée de Vermeil : jusqu'à 1 min 04 s
- la Fusée d'Argent : jusqu'à 1 min 10 s
- la Fusée de Bronze : jusqu'à 1 min 15 s

## Insignes
Pour chaque niveau obtenu, l'ESF délivre un insigne. Les insignes de la Fusée ont très peu évolué au cours des temps.
L'insigne originel a la forme d'une fusée horizontale orientée vers la gauche, sur laquelle est assis un skieur en position de recherche de vitesse. La mention ESF est portée sur l'ailette inférieure de couleur bleu-blanc rouge. La mention "LA FUSEE" est gravée sur le corps de la fusée. C'est la couleur du métal qui différencie des différents niveaux.4
L'insigne actuel est le même que le précédent auquel on a ajouté les mentions "BRONZE", ARGENT", "VERMEIL" ou "OR" à la suite du mot "FUSEE".

La Fusée de bronze

## Niveau Ski
C'est l'une des 5 épreuves aujourd'hui retenues pour l'obtention du niveau Ski.

## Classement Ski Open
Ce classement national des skieurs de l'ESF  est calculé pour chaque skieur à l'aide des 2 meilleures performances qu'il a réalisées dans les épreuves de Fusée, Chamois ou Flèche, au cours des 2 dernières années.
Les meilleurs classés dans les catégories Poussin(e)s U12 (moins de 12 ans)et Benjamin(e)s U14 (moins de 14 ans) peuvent participer aux Ski Open Coq d'Or. Les épreuves de cette manifestation nationale annuelle qui existe depuis 1994, ont la particularité de rassembler les meilleurs éléments de l'ESF et ceux des clubs affiliés à la Fédération française de ski, afin de détecter l'ensemble des talents de demain.